# Tanno Setsu
Tanno Setsu (japanisch 丹野 セツ; geboren 3. November 1902 in Obama (Präfektur Fukushima); gestorben 29. Mai 1987 in der Präfektur Tokio) war eine japanische Sozialaktivistin.

## Leben und Wirken
Tanno Setsu wurde als Tochter eines Zimmermanns geboren und wuchs  in einem Mietshaus am Hitachi-Bergwerk (日立鉱山, Hitachi kōzan) auf. Während ihrer Ausbildung als Krankenschwester im „Hitachi-Motoyama-Krankenhaus“ (日立本山病院) fasste sie den Entschluss, sich für das Wohl der Arbeiter einzusetzen. Sie lief seit 1921 dreimal von zu Hause weg, zog nach Tokio und beteiligte sich an den linken Vereinigungen Akatsukiminkai (暁民会) und Sekirankai (赤瀾会) und schloss sich der von Watanabe Masanosuke (1899–1928) und anderen organisierten „Nankatsu Shinryōshon des “Labour Union“ (南葛労働組合, Nankatsu rōdō kumiai) an.
1923 entkam Tanno beim „Kameido-Vorfall“ nur knapp dem Tod. Sie wurde Mitarbeiterin in dem Unternehmen „Tōyō-Musselin“ (東洋モスリン) und heiratete 1924 Watanabe. Dann wurde sie Arbeiterin in der Kameido-Fabrik der „Nisshin Spinning Company“ (日清紡) – heute „Nisshinbō Holdings“.
1925 beteiligte Tanno sich an der Gründung der linken Arbeitervereinigung „Nihon rōdōkumiai hyōgi-kai“ (日本労働組合評議会), 1926 wurde sie Mitglied der Kommunistischen Partei, als diese wieder aufgebaut wurde, und wirkte als Leiterin der Frauenabteilung der Partei. 1927 schloss sie sich der „Kantō Women's League“ (関東婦人同盟, Kantō fujin dōmei) an.
Im August 1928 wurde Tanno Im Zusammenhang mit der Säuberungsaktion vom 15. März 1928 festgenommen und 1932 zu einer Haftstrafe von 7 Jahren verurteilt. Da sie ihre kommunistischen Ansichten nicht widerrief, kam sie in das Miyagi-Gefängnis (宮城刑務所, Miyafi keimusho). Ende 1938 wurde sie aus dem Gefängnis entlassen und versuchte, nach China zu fliehen, was ihr jedoch nicht gelang. 
Nach dem Zweiten Weltkrieg gründete Tanno 1956 die „Yotsugi-Klinik“ (四ツ木診療所, Yotsugi shinryōsho) im Bezirk Katsushika in Tokio und wurde später Direktorin des Krankenhauses.